# ゆびスポットボトル
ゆびスポットボトルとは、フィンガーポケットボトルの異称。
サントリーフーズ株式会社（以下、サントリー）が名付けたとされている。ユニバーサルデザインで、2004年3月にサントリーが「サントリー天然水」で初めて起用すると、消費者に好評で、翌年2月にサントリー烏龍茶、伊右衛門をはじめとする、2Lペットボトルすべてに導入した。今では他社も導入している。